# Мурђешти (Бузау)
Мурђешти (рум. Murgeşti) насеље је у Румунији у округу Бузау у општини Мурђешти. Oпштина се налази на надморској висини од 292 m.

## Становништво
Према подацима из 2002. године у насељу је живело 1165 становника, од којих су сви румунске националности.

### Хронологија
| Година       | 1992 | 1993 | 1994 | 1995 | 1996 | 1997 | 1998 | 1999 | 2000 | 2001 | 2002 | 2003 | 2004 | 2005 | 2006 | 2007 | 2008 | 2009 | 2010 | 2011 | 2012 | 2013 | 2014 | 2015 | 2016 | 2017 |
| ------------ | ---- | ---- | ---- | ---- | ---- | ---- | ---- | ---- | ---- | ---- | ---- | ---- | ---- | ---- | ---- | ---- | ---- | ---- | ---- | ---- | ---- | ---- | ---- | ---- | ---- | ---- |
| Становништво | 1339 | 1305 | 1268 | 1236 | 1194 | 1183 | 1157 | 1133 | 1155 | 1162 | 1139 | 1122 | 1102 | 1089 | 1080 | 1059 | 1050 | 1026 | 1009 | 993  | 992  | 947  | 934  | 911  | 906  | 881  |